# Cratere Yemysh
Yemysh  è un cratere sulla superficie di Venere.